# Bestuurslagen per land in Noord- en Midden-Amerika
Dit is een overzicht van bestuurslagen per land en apart bestuurd gebied in Noord- en Midden-Amerika.
Dit overzicht maakt deel uit van een reeks van zes overzichten per werelddeel. De andere overzichten betreffen Afrika, Australië en Oceanië, Azië, Europa en Zuid-Amerika. Antarctica is ondanks de territoriale claims niet bestuurlijk ingedeeld en heeft geen bestuurslagen.

## Uitleg

Noord- en Midden-Amerika

In dit overzicht zijn opgenomen bestuurslagen van de feitelijk onafhankelijke staten in Noord- en Midden-Amerika (in ruime zin, dus inclusief de Caribische gebieden), dat wil zeggen de internationaal erkende onafhankelijke staten (leden van de Verenigde Naties). Naast deze landen zijn ook een aantal afhankelijke gebieden en andere gebieden die geen integraal onderdeel zijn van een land, opgenomen.
Het overzicht bevat ook verwijzingen naar overzeese gebieden die volledig deel uitmaken van het moederland. Verwijzingen naar een andere entiteit in een van de overzichten worden voorafgegaan door een pijltje (→).

Per gebied wordt in een kleurenoverzicht iedere bestuurslaag vermeld. Onder een bestuurslaag wordt naast de centrale overheid van het gebied verstaan een territoriaal onderdeel van een land waar regels vastgesteld en/of beslissingen worden genomen over bepaalde gebieden en/of hun bewoners. Dat betekent dat de organen van een bestuurslaag hetzij regelgevende hetzij uitvoerende bevoegdheden hebben en vaak beschikken over eigen begrotingen. Bestuurlijke indelingen die louter administratief zijn of van statistische aard zijn daarom niet opgenomen. Evenmin zijn vrijwillige samenwerkingsverbanden van bestuurslagen opgenomen.

Indien een bestuurslaag louter gedeconcentreerde bevoegdheden wordt deze wel vermeld en daarbij cursief weergegeven. In de kleur van de bovenliggende bestuurslaag. 

Indien een deel van een land niet onder controle is van de centrale overheid wordt dat vermeld in een noot bij de landsnaam. Namen van federale eenheden en autonome deelstaten worden bij de bestuurslaag vermeld. Indien een land afhankelijke gebieden heeft (in welke vorm dan ook), worden deze ook bij het land vermeld, voor zover van toepassing met verwijzingen.

Van iedere bestuurslaag worden in de noten bij het overzicht indien beschikbaar het (staats)hoofd, de regeringsleider en de volksvertegenwoordiging en hun equivalenten vermeld. De bronnen van het overzicht worden vermeld direct na de noten in het overzicht.

De aanduidingen van de bestuurslagen en organen worden in het Nederlands en indien en voor zover beschikbaar in de nationale ambtstalen vermeld. Voor de Nederlandse aanduiding wordt in het algemeen een letterlijke vertaling gebruikt. Termen als county, borough en township worden niet in het Nederlands vertaald.

In de kleurenschema's worden de volgende kleuren gebruikt:
| bestuurslaag op federaal of centraal niveau                                                          |
| bestuurslaag op deelstaatsniveau, inclusief autonome deelstaten                                      |
| bestuurslaag op regioniveau                                                                          |
| bestuurslaag op subregioniveau                                                                       |
| bestuurslaag op lokaal niveau                                                                        |
| bestuurslaag op sublokaal niveau                                                                     |
| bestuurslaag op niveau van afhankelijk gebied                                                        |
| bestuurslaag met uitsluitend gedeconcentreerde rol hebben de kleur van de laag waar zij toe behoort. |

## Landen en gebieden

### Alaska
De Staat Alaska (Engels: State of Alaska) is als staat (state) onderdeel van de →Verenigde Staten van Amerika. 

### Amerikaanse Maagdeneilanden
De Maagdeneilanden van de Verenigde Staten (Engels: Virgin Islands of the United States) zijn als ongeïncorporeerd territorium (unincorporated territory) een afhankelijk gebied van de →Verenigde Staten.
| Amerikaanse Maagdeneilanden |
| Toelichting: 1. 2. |
| Bronnen: - (en) Revised Organic Act of 1954 (staatsinrichting) - (en) Definitions of Insular Area Political Organizations, U.S. Department of the Interior, Office of Insular Affairs - (en) Territories of the United States |

### Anguilla
Anguilla (Engels: Anguilla) is een afhankelijk gebied van het →Verenigd Koninkrijk.
| Anguilla |
| Toelichting: 1. 2. |
| Bronnen: - (en) Global Britain and the British Overseas Territories: Resetting the relationship, House of Commons Foreign Affairs Committee 21 februari 2019 - (en) Anguilla Constitution Orders 1982 to 2019 |

### Antigua en Barbuda
Antigua en Barbuda (Engels: Antigua and Barbuda) is een onafhankelijke en algemeen erkende monarchie.
| Antigua en Barbuda | Antigua                 |
| Antigua en Barbuda | afhankelijkheid Barbuda |
| Toelichting: 1. 2. 3. |                         |
| Bronnen: - (en) Antigua and Barbuda Constitutional Order 1981 (staatsinrichting, artikel 123 over Barbuda) - (en) Commonwealth Local Government Handbook: Antigua and Barbuda, Commonwealth Local Government Forum, 2018< |                         |

### Aruba
Aruba (ook Papiaments: Aruba) is een land van het →Koninkrijk der Nederlanden.
| Aruba |
| Toelichting: 1. 2. |
| Bronnen: - (nl) Statuut voor het Koninkrijk der Nederlanden (koninkrijk en de landen, m.n. artikel 1 en § 4) - (nl) Verdrag betreffende de werking van de Europese Unie (artikel 355 over de relatie van de Europese Unie met de landen en gebieden overzee). - (nl) Staatsregeling (staatsinrichting) |

### Bahama's
Het Gemenebest van de Bahama's (Engels: Commonwealth of the Bahamas) zijn een onafhankelijke en algemeen erkende monarchie.
| Gemenebest van de Bahama's | New Providence | New Providence |
| Gemenebest van de Bahama's | districten     |                |
| Gemenebest van de Bahama's | districten     | towngebieden   |
| Toelichting: 1. 2. 3. 4. 5. 6. - De aanduiding town wordt niet in het Nederlands vertaald.                                                                                               |                |                |
| Bronnen: - (en) Constitution of The Commonwealth of The Bahamas (staatsinrichting) - (en) Commonwealth Local Government Handbook: The Bahamas, Commonwealth Local Government Forum, 2018 |                |                |

### Barbados
Barbados (Engels: Barbados) is een onafhankelijke en algemeen erkende monarchie.
| Barbados | constituencies |
| Toelichting: 1. 2. 3. |                |
| Bronnen: - (en) Constitution of Barbados (staatsinrichting) - (en) Commonwealth Local Government Handbook: Barbados, Commonwealth Local Government Forum, 2018 |                |

### Barbuda
Barbuda (Engels: Barbuda) is als afhankelijkheid (dependency) een onderdeel van →Antigua en Barbuda.

### Belize
Belize (Engels: Belize) is een onafhankelijke en algemeen erkende monarchie.
| Belize | districten | steden         |
| Belize | districten | towns          |
| Belize | districten | dorpen         |
| Belize | districten | gemeenschappen |
| Toelichting: 1. 2. 3. 4. 5. 6. 7. |            |                |
| Bronnen: - (en) Constitution of Belize (staatsinrichting) - (en) Commonwealth Local Government Handbook: Belize, Commonwealth Local Government Forum, 2018 - (en) Politiek van Belize |            |                |

### Bermuda
Bermuda (Engels: Bermuda) is een afhankelijk gebied van het →Verenigd Koninkrijk.
| Bermuda | gemeenten |
| Bermuda | parochies |
| Toelichting: 1. 2. 3. 4. - De aanduiding town wordt niet in het Nederlands vertaald. |           |
| Bronnen: - (en) Global Britain and the British Overseas Territories: Resetting the relationship, House of Commons Foreign Affairs Committee 21 februari 2019 - (en) Bermuda Constitution Order - (en) Municipalities Act 1923[dode link] - (en) Parish Councils Act 1971 |           |

### Bonaire
Het Openbaar Lichaam Bonaire (ook Papiaments: Entidat Públiko Boneiru) is als openbaar lichaam (ook: entidat públiko) onderdeel van →Nederland. 

### Britse Maagdeneilanden
De Britse Maagdeneilanden (Engels: British Virgin Islands) zijn een afhankelijk gebied van het →Verenigd Koninkrijk.
| Britse Maagdeneilanden |
| Toelichting: 1. 2. |
| Bronnen: - (en) Global Britain and the British Overseas Territories: Resetting the relationship, House of Commons Foreign Affairs Committee 21 februari 2019 - (en) Virgin Islands Constitution Order 2007 |

### Canada
Canada (Engels en Frans: Canada) is een onafhankelijke en algemeen erkende federale monarchie.
| Canada | |                              |                |
| provincies Brits-Columbia | provincies Brits-Columbia                                                                                         | regionale districten         | gemeenten      |
| provincies Brits-Columbia | provincies Brits-Columbia                                                                                         | indianenreservaten           |                |
| Ontario | Ontario | county's                     | gemeenten      |
| Ontario | Ontario | regionale districten         | gemeenten      |
| Ontario | Ontario | gemeenten                    |                |
| Ontario | Ontario | indianenreservaten           |                |
| Québec | administratieve regio's                                                                                           |                              | gemeenten      |
| Québec | administratieve regio's                                                                                           | indianenreservaten           |                |
| Québec | administratieve regio's                                                                                           | regionale countygemeenten    | gemeenten      |
| Québec | administratieve regio's                                                                                           | metropolitane gemeenschappen | gemeenten      |
| Québec | administratieve regio's                                                                                           | regionale administratie      | gemeenten      |
| Alberta · Manitoba · New Brunswick · Newfoundland en Labrador · Nova Scotia · Prince Edward Island · Saskatchewan | Alberta · Manitoba · New Brunswick · Newfoundland en Labrador · Nova Scotia · Prince Edward Island · Saskatchewan |                              | gemeenten      |
| Alberta · Manitoba · New Brunswick · Newfoundland en Labrador · Nova Scotia · Prince Edward Island · Saskatchewan | Alberta · Manitoba · New Brunswick · Newfoundland en Labrador · Nova Scotia · Prince Edward Island · Saskatchewan | indianenreservaten           |                |
| territoria Noordwest Territoria | territoria Noordwest Territoria                                                                                   |                              | gemeenschappen |
| territoria Noordwest Territoria | territoria Noordwest Territoria                                                                                   | indianenreservaten           |                |
| Nunavut | Nunavut |                              | gemeenten      |
| Yukon | Yukon |                              | gemeenten      |
| Yukon | Yukon | indianenreservaten           |                |
| Toelichting: 1. 2. 3. 4. 5. 6. 7. 8. 9. 10. 11. De aanduiding county betekent letterlijk graafschap, maar wordt in het algemeen niet vertaald. | |                              |                |
| Bronnen: - (en) Constitution Act (staatsinrichting, provincies) - (en) Commonwealth Local Government Handbook: Canada, Commonwealth Local Government Forum, 2018 - (en) Report of the World Observatory on Subnational Government Finance and Investment: Canada, OECD/UCLG, 2019 - (en) Participatory Local Democracy: Canada, The Hunger Project, 2019 - (en) List of Indian reserves in Canada - (nl) Bestuurlijke indeling van Canada - (nl) Regering van Canada | |                              |                |

### Costa Rica
De Republiek Costa Rica (Spaans: República de Costa Rica) is een onafhankelijke en algemeen erkende republiek.
| Republiek Costa Rica | provincies | kantons |            |
| Republiek Costa Rica | provincies | kantons | districten |
| Toelichting: 1. 2. 3. 4. 5. |            |         |            |
| Bronnen: - (es) Constitución Política de la República de Costa Rica (staatsinrichting, artikel 168 over provincies, kantons en districten) - (en) Report of the World Observatory on Subnational Government Finance and Investment: Costa Rica, OECD/UCLG, 2019 - (en) Participatory Local Democracy: Costa Rica, The Hunger Project, 2019 |            |         |            |

### Cuba
De Republiek Cuba (Spaans: República de Cuba) is een onafhankelijke en algemeen erkende republiek.
| Republiek Cuba | stadsprovincie      | gemeenten |
| Republiek Cuba | provincies          | gemeenten |
| Republiek Cuba | bijzondere gemeente |           |
| Toelichting: 1. 2. 3. 4. 5. 6. |                     |           |
| Bronnen: - (es) Constitución de la República de Cuba (staatsinrichting, artikel 166 provincies en gemeenten) - (en) Participatory Local Democracy: Cuba, The Hunger Project, 2019 |                     |           |

### Curaçao
Het Land Curaçao (ook Papiaments: Korsou) is een land van het →Koninkrijk der Nederlanden.
| Curaçao |
| Toelichting: 1. 2. |
| Bronnen: - (nl) Statuut voor het Koninkrijk der Nederlanden (koninkrijk en de landen, m.n. artikel 1 en § 4) - (nl) Verdrag betreffende de werking van de Europese Unie (artikel 355 over de relatie van de Europese Unie met de landen en gebieden overzee). - (nl) Staatsregeling (staatsinrichting) |

### Dominica
Het Gemenebest Dominica (Engels: Commonwealth of Dominica) is een onafhankelijke en algemeen erkende republiek.
| Gemenebest Dominica | steden       |
| Gemenebest Dominica | dorpen       |
| Gemenebest Dominica | Carib gebied |
| Toelichting: 1. 2. 3. 4. 5. - De aanduiding town wordt niet in het Nederlands vertaald.                                                                                            |              |
| Bronnen: - (en) Constitution of the Commonwealth of Dominica (staatsinrichting) - (en) Commonwealth Local Government Handbook: Dominica, Commonwealth Local Government Forum, 2018 |              |

### Dominicaanse Republiek
De Dominicaanse Republiek (Spaans: República Dominicana) is een onafhankelijke en algemeen erkende republiek.
| Dominicaanse Republiek | nationaal district | gemeente  | gemeente              |
| Dominicaanse Republiek | provincies         | gemeenten |                       |
| Dominicaanse Republiek | provincies         | gemeenten | gemeentelijk district |
| Toelichting: 1. 2. 3. 4. 5. 6. |                    |           |                       |
| Bronnen: - (es) Constitución de la República Dominicana (staatsinrichting, artikel 12 over provincies, gemeenten en het nationaal district) - (en) Report of the World Observatory on Subnational Government Finance and Investment: Dominican Republic, OECD/UCLG, 2019 |                    |           |                       |

### El Salvador
De Republiek El Salvador (Spaans: República de El Salvador) is een onafhankelijke en algemeen erkende republiek.
| Republiek El Salvador | departementen | gemeenten |
| Toelichting: 1. 2. 3. 4. |               |           |
| Bronnen: - (es) Constitución de El Salvador (staatsinrichting, artikel 200 over departementen en 202 over gemeenten.) - (en) Report of the World Observatory on Subnational Government Finance and Investment: El Salvador, OECD/UCLG, 2019 - (en) Participatory Local Democracy: El Salvador, The Hunger Project, 2019 |               |           |

### Grenada
Grenada (Engels: Grenada) is een onafhankelijke en algemeen erkende monarchie.
| Grenada | Grenada                                        |
| Grenada | afhankelijkheid Carriacou en Petite Martinique |
| Toelichting: 1. 2. 3. |                                                |
| Bronnen: - (en) Constitution of Grenada (staatsinrichting, artikel 107 voor Carriacou en Petite Martinique) - (en) Commonwealth Local Government Handbook: Grenada, Commonwealth Local Government Forum, 2018 |                                                |

### Groenland
Groenland (Groenlands: Kalaallit Nunaat; Deens: Grønland) is een afhankelijk gebied van →Denemarken.
| Groenland | niet ingedeeld | niet ingedeeld |
| Groenland | gemeenten      | districten     |
| Toelichting: 1. 2. 3. |                |                |
| Bronnen: - (en) Act on Greenland Self-Government (staatsinrichting) - (en) Municipalities in Greenland 2018, Naatsorsueqqissaartarfik - (nl) Verdrag betreffende de werking van de Europese Unie (werking, waarvan artikel 355 over de relatie van de Europese Unie met de landen en gebieden overzee). - (nl) Bestuurlijke indeling van Groenland |                |                |

### Guadeloupe
De Regio en Departement Guadeloupe (Frans: Région et Département de Guadeloupe) is als overzeese regio (région) en departement (département) onderdeel van →Frankrijk. 

### Guantanamo Bay
Guantanamo Bay (Engels: Guantanamo Bay) is een afhankelijk gebied van de →Verenigde Staten.
| Guantanamo Bay |
| Toelichting: 1. 2. |
| Bronnen: - (en) Jennifer K. Elsea & Daniel H. Else: Naval Station Guantanamo Bay: History and Legal Issues Regarding Its Lease Agreements, Congressional Research Service, 17 november 2016 - (en) Guantánamo Background, Center for the Study of Human Rights in the Americas |

### Guatemala
De Republiek Guatemala (Spaans: República de Guatemala) is een onafhankelijke en algemeen erkende republiek.
| Republiek Guatemala | departementen | gemeenten |
| Toelichting: 1. 2. 3. 4. |               |           |
| Bronnen: - (es) Constitución Política de la Republica de Guatemala (staatsinrichting, artikel 224 over departementen en gemeenten) - (en) Report of the World Observatory on Subnational Government Finance and Investment: Guatemala, OECD/UCLG, 2019 - (en) Participatory Local Democracy: Guatemala, The Hunger Project, 2019 |               |           |

### Haïti
De Republiek Haïti (Frans: République d'Haïti; Haïtiaans-Creools: Repiblik Ayiti) is een onafhankelijke en algemeen erkende republiek.
| Republiek Haïti | departementen | arrondissementen | gemeenten | gemeentelijke secties |
| Toelichting: 1. 2. 3. 4. 5. 6. |               |                  |           |                       |
| Bronnen: - (en) Constitution of the Republic of Haïti (staatsinrichting, artikel 61 e.v. over gemeentelijke secties, gemeenten en departementen, incl. de arrondissementen) - (fr) Organisation territoriale des collectivités, Commission nationale a la reforme administrative - (en) Participatory Local Democracy: Haiti, The Hunger Project, 2019 |               |                  |           |                       |

### Honduras
De Republiek Honduras (Spaans: República de Honduras) is een onafhankelijke en algemeen erkende republiek.
| Republiek Honduras | departementen | gemeenten |
| Toelichting: 1. 2. 3. 4. |               |           |
| Bronnen: - (es) Constitución de la República de Honduras (staatsinrichting, artikel 294 over departementen en gemeenten) - (en) Report of the World Observatory on Subnational Government Finance and Investment: Honduras, OECD/UCLG, 2019 |               |           |

### Isla de Aves
Het Isla de Aves (Spaans: Isla de Aves) maakt als afgelegen eiland deel uit van de Federale afhankelijkheden (dependencias federales) onderdeel van →Venezuela. 

### Jamaica
Jamaica (Engels: Jamaica) is een onafhankelijke en algemeen erkende monarchie.
| Jamaica | gemeente                 | gemeente |
| Jamaica | parochie Saint Catherine |          |
| Jamaica | gemeente                 |          |
| Jamaica | overige parochies        |          |
| Toelichting: 1. 2. 3. 4. 5. |                          |          |
| Bronnen: - (en) Constitution of Jamaica (staatsinrichting, artikel 66 over lokaal bestuur) - (en) Commonwealth Local Government Handbook: Jamaica, Commonwealth Local Government Forum, 2018 - (en) Report of the World Observatory on Subnational Government Finance and Investment: Jamaica, OECD/UCLG, 2019 |                          |          |

### Kaaimaneilanden
De Kaaimaneilanden ([{Engels: Cayman Islands) zijn een afhankelijk gebied van het →Verenigd Koninkrijk.
| Kaaimaneilanden |
| Toelichting: 1. 2. |
| Bronnen: - (en) Global Britain and the British Overseas Territories: Resetting the relationship, House of Commons Foreign Affairs Committee 21 februari 2019 - (en) Know Your Constitution, Constitutional Commission Cayman islands |

### Martinique
De Collectiviteit Martinique (Frans: Collectivité de la Martinique) is als territoriale collectiviteit (collectivité territoriale) onderdeel van →Frankrijk. 

### Mexico
De Verenigde Mexicaanse Staten (Spaans: Estados Unidos Mexicanos) zijn een onafhankelijke en algemeen erkende federale republiek.
| Verenigde Mexicaanse Staten | staten Aguascalientes, Baja California, Baja California Sur, Campeche, Chiapas, Chihuahua, Ciudad de Mexico, Coahuila, Colima, Durango, Guanajuato, Guerrero, Hidalgo, Jalisco, Mexico, Michoacán, Morelos, Nayarit, Nuevo León, Oaxaca, Puebla, Querétaro, Quintana Roo, San Luis Potosí, Sinaloa, Sonora, Tabasco, Tamaulipas, Tlaxcala, Veracruz, Yucatán en Zacatecas | gemeenten |
| Toelichting: 1. 2. 3. 4. | |           |
| Bronnen: - (es) Constitución Política de los Estados Unidos Mexicanos (staatsinrichting, artikel 43 e.v. over de staten en het federaal district en artikl3l 115 e.v. over de gemeenten.) - (en) Report of the World Observatory on Subnational Government Finance and Investment: Mexico, OECD/UCLG, 2019 - (en) Participatory Local Democracy: Mexico, The Hunger Project, 2019 | |           |

### Montserrat
Montserrat (Engels: Montserrat) is een afhankelijk gebied van het →Verenigd Koninkrijk.
| Montserrat |
| Toelichting: 1. 2. |
| Bronnen: - (en) Global Britain and the British Overseas Territories: Resetting the relationship, House of Commons Foreign Affairs Committee 21 februari 2019 - (en) Montserrat Constitution Order 2010 |

### Navassa
Navassa (Engels: Navassa Island) staat als ongeorganiseerd ongeïncorporeerd territorium ( unorganized unincorporated territory) onder direct bestuur van de →Verenigde Staten. 
Navassa wordt geclaimd door →Haïti. 

### Nevis
Nevis (Engels: Nevis Island) is als staat (state) een onderdeel van →Saint Kitts en Nevis.

### Nicaragua
De Republiek Nicaragua (Spaans: República de Nicaragua) is een onafhankelijke en algemeen erkende republiek.
| Republiek Nicaragua | departementen                                           | gemeenten |
| Republiek Nicaragua | autonome regio's Costa Caribe Norte en Costa Caribe Sur | gemeenten |
| Toelichting: 1. 2. 3. 4. 5. |                                                         |           |
| Bronnen: - (es) Constitución de la República de Nicaragua (staatsinrichting, artikel 175 e.v. over departementen en gemeenten en artikel 181 e.v. Over de autonome regio's) - (en) Report of the World Observatory on Subnational Government Finance and Investment: Nicaragua, OECD/UCLG, 2019 - (en) Participatory Local Democracy: Nicaragua, The Hunger Project, 2019 |                                                         |           |

### Panama
De Republiek Panama (Spaans: República de Panamá) is een onafhankelijke en algemeen erkende republiek.
| Republiek Panama | provincies       | districten | gemeenten |
| Republiek Panama | inheems gewesten | districten | gemeenten |
| Toelichting: 1. 2. 3. 4. 5. 6. |                  |            |           |
| Bronnen: - (es) Constitución de la República de Panamá (staatsinrichting, artikel 225 e.v. over provincies, districten en gemeenten) - (en) Report of the World Observatory on Subnational Government Finance and Investment: Panama, OECD/UCLG, 2019 - (es) Organización territorial de Panamá |                  |            |           |

### Puerto Rico
Het Gemenebest Puerto Rico (Spaans: Estado Libre Asociado de Puerto Rico; Engels: Commonwealth of Puerto Rico) is gemenebest (commonwealth) een afhankelijk gebied van de →Verenigde Staten.
| Gemenebest Puerto Rico | gemeenten |
| Toelichting: 1. 2. 3. |           |
| Bronnen: - (es) Constitución del Estado Libere Asociado de Puerto Rico (staatsinrichting, artikel VI, sectie 1, over gemeenten) - (en) Definitions of Insular Area Political Organizations, U.S. Department of the Interior, Office of Insular Affairs - (es) Ley de Municipios del Estado Libre y Associado de Puerto Rico de 1991 - (en) Territories of the United States |           |

### Saba
Het Openbaar Lichaam Saba (ook Engels: Public Entity of Saba) is als openbaar lichaam (ook: public entity) onderdeel van →Nederland. 

### Saint-Barthélemy
De Collectiviteit Saint-Barthélemy (Frans: Collectivité de Saint-Barthélemy) is een afhankelijk gebied van →Frankrijk.
| Collectiviteit Saint-Barthélemy |
| Toelichting: 1. 2. |
| Bronnen: - (nl) Verdrag betreffende de werking van de Europese Unie (werking, waarvan artikel 2 over de bevoegdheden van de Unie en de lidstaten en artikel 355 over de relatie van de Europese Unie met de landen en gebieden overzee). - (fr) Constitution de la République française (staatsinrichting, artikel 72 en 75 over overzeese collectiviteiten) |

### Saint Kitts en Nevis
De Federatie Saint Kitts en Nevis (Engels: Federation of Saint Kitts and Nevis) is een onafhankelijke en algemeen erkende monarchie.
| Federatie van Saint Kitts en Nevis | Saint Kitts | parochies |
| Federatie van Saint Kitts en Nevis | staat Nevis | parochies |
| Toelichting: 1. 2. 3. 4. |             |           |
| Bronnen: - (en) Constitution of the Federation of Saint Kitts and Nevis (staatsinrichting, hoofdstuk 10 over Nevis) - (en) Commonwealth Local Government Handbook: Saint Kitts and Nevis, Commonwealth Local Government Forum, 2018 - (nl) Bestuurlijke indeling van Saint Kitts en Nevis |             |           |

### Saint Lucia
Saint Lucia (Engels: Saint Lucia) is een onafhankelijke en algemeen erkende monarchie.
| Saint Lucia | kwartier Castries  | stad |
| Saint Lucia | overige kwartieren |      |
| Toelichting: 1. 2. 3. 4. |                    |      |
| Bronnen: - (en) Constitution of Saint Lucia (staatsinrichting) - (en) Commonwealth Local Government Handbook: Saint Lucia, Commonwealth Local Government Forum, 2018 |                    |      |

### Saint-Pierre en Miquelon
De Territoriale Collectiviteit Saint-Pierre en Miquelon (Frans: Collectivité territoriale de Saint-Pierre en Miquelon) is een afhankelijk gebied van →Frankrijk.
| Territoriale Collectiviteit Saint-Pierre en Miquelon | gemeenten |
| Toelichting: 1. 2. 3. |           |
| Bronnen: - (nl) Verdrag betreffende de werking van de Europese Unie (werking, waarvan artikel 2 over de bevoegdheden van de Unie en de lidstaten en artikel 355 over de relatie van de Europese Unie met de landen en gebieden overzee). - (fr) Constitution de la République française (staatsinrichting, artikel 72 en 75 over overzeese collectiviteiten) |           |

### Saint Vincent en de Grenadines
Saint Vincent en de Grenadinen (Engels: Saint Vincent and the Grenadines) is een onafhankelijke en algemeen erkende monarchie.
| Saint Vincent en de Grenadines | parochies |
| Toelichting: 1. 2. 3. |           |
| Bronnen: - (en) Constitution of Saint Vincent and the Grenadines (staatsinrichting) - (en) Commonwealth Local Government Handbook: Saint Vincent and the Grenadines, Commonwealth Local Government Forum, 2018 |           |

### San Andrés en Providencia
De Archipel San Andrés, Providencia en Santa Catalina (Spaans: Archipiélago de San Andrés, Providencia y Santa Catalina) maakt als departement (departamento) onderdeel uit van →Colombia. 

### Sint Eustatius
Het Openbaar Lichaam Sint Eustatius (ook Engels: Public Entity of Sint Eustatius) is als openbaar lichaam (ook: public entity) onderdeel van →Nederland. 

### Saint-Martin
De Collectiviteit Sint-Maarten (Frans: Collectivité de Saint-Martin) is als overzeese collectiviteit (collectivité d'outre-mer) een afhankelijk gebied van →Frankrijk.
| Collectiviteit Sint-Maarten |
| Toelichting: 1. 2. |
| Bronnen: - (nl) Verdrag betreffende de werking van de Europese Unie (werking, waarvan artikel 2 over de bevoegdheden van de Unie en de lidstaten en artikel 355 over de relatie van de Europese Unie met de landen en gebieden overzee). - (fr) Constitution de la République française (staatsinrichting, artikel 72 en 75 over overzeese collectiviteiten) |

### Sint Maarten
Sint Maarten (ook Engels: Sint Maarten) is een land van het →Koninkrijk der Nederlanden.
| Sint Maarten |
| Toelichting: 1. 2. |
| Bronnen: - (nl) Statuut voor het Koninkrijk der Nederlanden (koninkrijk en de landen, m.n. artikel 1 en § 4) - (nl) Verdrag betreffende de werking van de Europese Unie (artikel 355 over de relatie van de Europese Unie met de landen en gebieden overzee). - (nl) Staatsregeling (staatsinrichting) - (nl) Bestuurslagen per land |

### Tobago
Tobago (Engels: Tobago) is als (autonoom) eiland (island) een onderdeel van →Trinidad en Tobago.

### Trinidad en Tobago
De Republiek Trinidad en Tobago (Engels: Republic of Trinidad and Tobago) is een onafhankelijke en algemeen erkende republiek.
| Republiek Trinidad en Tobago | steden   |
| Republiek Trinidad en Tobago | boroughs |
| Republiek Trinidad en Tobago | regio's  |
| Republiek Trinidad en Tobago | Tobago   |
| Toelichting: 1. 2. 3. 4. 5. 6. - De aanduiding borough, afgeleid van burg of burcht, wordt in het algemeen niet vertaald. |          |
| Bronnen: - (en) Constitution of the Republic of Trinidad and Tobago (staatsinrichting, hoofdstuk 11A over Tobago) - (en) Commonwealth Local Government Handbook: Trinidad and Tobago, Commonwealth Local Government Forum, 2018 - (nl) Bestuurlijke indeling van Trinidad en Tobago |          |

### Turks- en Caicoseilanden
De Turks- en Caicoseilanden (Engels: Turks and Caicos Islands) zijn een afhankelijk gebied van het →Verenigd Koninkrijk.
| Turks- en Caicoseilanden | Grand Turk |
| Turks- en Caicoseilanden | districten |
| Toelichting: 1. 2. 3. |            |
| Bronnen: - (en) Global Britain and the British Overseas Territories: Resetting the relationship, House of Commons Foreign Affairs Committee 21 februari 2019 - (en) Turks and Caicos Islands Constitution Order 2011 - (en) Districts of the Turks and Caicos Islands (districten) |            |

### Verenigde Staten
De Verenigde Staten van Amerika (Engels: United States of America) is een onafhankelijke en algemeen erkende federale republiek.
| Verenigde Staten van Amerika | district District Colombia | district District Colombia | district District Colombia |
| Verenigde Staten van Amerika | staten Alaska | boroughs                   | gemeenten                  |
| Verenigde Staten van Amerika | Louisiana | parochies                  | gemeenten                  |
| Verenigde Staten van Amerika | Alabama, Arizona, Arkansas, Californië, Colorado, Delaware, Florida, Georgia, Hawaï, Idaho, Iowa, Kentucky, Mississippi, Montana, Nebraska, New Mexico, North Carolina, Oklahoma, Oregon, South Carolina, Tennessee, Texas, Utah, Washington, West Virginia en Wyoming | county's                   | gemeenten                  |
| Verenigde Staten van Amerika | Connecticut, Illinois, Indiana, Kansas, Maine, Massachusetts, Michigan, Minnesota, Nebraska, New Hampshire, New Jersey, North Dakota, Ohio, Pennsylvania, Rhode Island, South Dakota, Vermont en Wisconsin                                                             | county's                   | gemeenten                  |
| Verenigde Staten van Amerika | Connecticut, Illinois, Indiana, Kansas, Maine, Massachusetts, Michigan, Minnesota, Nebraska, New Hampshire, New Jersey, North Dakota, Ohio, Pennsylvania, Rhode Island, South Dakota, Vermont en Wisconsin                                                             | county's                   | burgerlijke townships      |
| Verenigde Staten van Amerika | Missouri | county's                   | gemeenten                  |
| Verenigde Staten van Amerika | Missouri | county's                   | burgerlijke townships      |
| Verenigde Staten van Amerika | Missouri | steden                     |                            |
| Verenigde Staten van Amerika | New York | county's                   | gemeenten                  |
| Verenigde Staten van Amerika | New York | county's                   | burgerlijke townships      |
| Verenigde Staten van Amerika | New York | stad                       | boroughs                   |
| Verenigde Staten van Amerika | Maryland, Nevada en Virginia | county's                   | gemeenten                  |
| Verenigde Staten van Amerika | Maryland, Nevada en Virginia | steden                     |                            |
| Verenigde Staten van Amerika | gemenebesten →Noordelijke Marianen en →Puerto Rico |                            |                            |
| Verenigde Staten van Amerika | (ongeïncorporeerde georganiseerde) territoria →Amerikaanse Maagdeneilanden, →Amerikaans-Samoa en →Guam |                            |                            |
| Verenigde Staten van Amerika | (ongeorganiseerde) territoria Baker, Howland, Jarvis, Johnston, Kingman, Midway, Navassa, Palmyra en Wake |                            |                            |
| Verenigde Staten van Amerika | concessie →Guantanamo Bay |                            |                            |
| Toelichting: 1. 2. 3. 4. 5. 6. 7. 8. 9. 10. 11. 12. 13. 14. 15. 16. - Voorbeelden van bijzondere bestuurslagen met gekozen of benoemde besturen zijn het schooldistrict (school district), transportdistrict (transport district), brandweerdistrict (fire district) en het waterdistrict (water district). - De termen county, letterlijk graafschap, borough, afgeleid van burg of burcht, town en township worden niet in het Nederlands vertaald. | |                            |                            |
| Bronnen: - (en) Constitution of the United States with the Bill of Rights & all Amendments (staatsinrichting, artikel IV over de staten, artikel I, sectie 8 onder 17 over het district) - (en) Report of the World Observatory on Subnational Government Finance and Investment: United States, OECD/UCLG, 2019 - (en) Participatory Local Democracy: USA, The Hunger Project, 2019 - (en) State & Local Government, The White House (staten, county's en gemeenten) - (en) About New York City Government, City of New York - (en) Definitions of Insular Area Political Organizations, U.S. Department of the Interior, Office of Insular Affairs - (en) List of United States counties and county equivalents - (en) Local government in the United States - (en) Civil township - (en) Territories of the United States - (nl) Amerikaans politiek systeem | |                            |                            |

## Algemene bronnen
- (en) Constitute met een overzicht van grondwetten wereldwijd
- (en) Constitutions, Legislationsonline met toegang tot grondwetten van de lidstaten van de Organisatie voor Veiligheid en Samenwerking in Europa (OVSE/OSCE)
- (en) Country profiles: regional facts and figures, OECD met een beschrijving van het bestuur in de lidstaten van de Organisatie voor Economische Samenwerking en Ontwikkeling (OESO/OECD).
- (en) Subnational Governments Around the World, Country Profiles, OECD met schematisch overzicht van lokaal bestuur in lidstaten van de OESO en andere landen
- (en) Commonwealth Local Government Handbook and individual country profiles, Commonwealth Local Government Forum met beschrijvingen van lokaal bestuur in de lidstaten van het Gemenebest
- (en) The Hunger Project. Participatory Local Democracy, country profiles, The Hunger Project met beschrijvingen van lokale democratie van veel landen in de wereld
- (en) Country Codes Collection, International Organization for Standardization met per land een overzicht van het eerste decentrale niveau